# 観音寺 (米原市)
観音寺（かんのんじ）は、滋賀県米原市にある天台宗の寺院。山号は伊富貴山。本尊は十一面千手観音。通称：大原観音寺。

## 歴史
仁寿年間（851年 - 854年）、三修によって創建された。もとは伊吹山四大護国寺として法相宗に属していたが、弘和（永徳）3年（1383年）に天台宗に改めた。
長浜城主の羽柴秀吉が鷹狩りで立ち寄った際、寺の小僧をしていた石田三成を「三碗の才」で見出したことで有名。境内の惣門西側の池のそばには、そのお茶の水を汲んだと伝わる「石田三成水汲みの井戸」がある。

## 文化財

### 重要文化財
- 本堂[3]

- 鐘楼[4]
- 惣門[5]
- 木造伝教大師坐像[6]

### 滋賀県指定文化財
- 大原観音寺文書625点

### 米原市指定文化財
- 本坊
- 絹本着色浄土大曼荼羅図
- 木造千手観音立像
- 木造阿弥陀如来立像

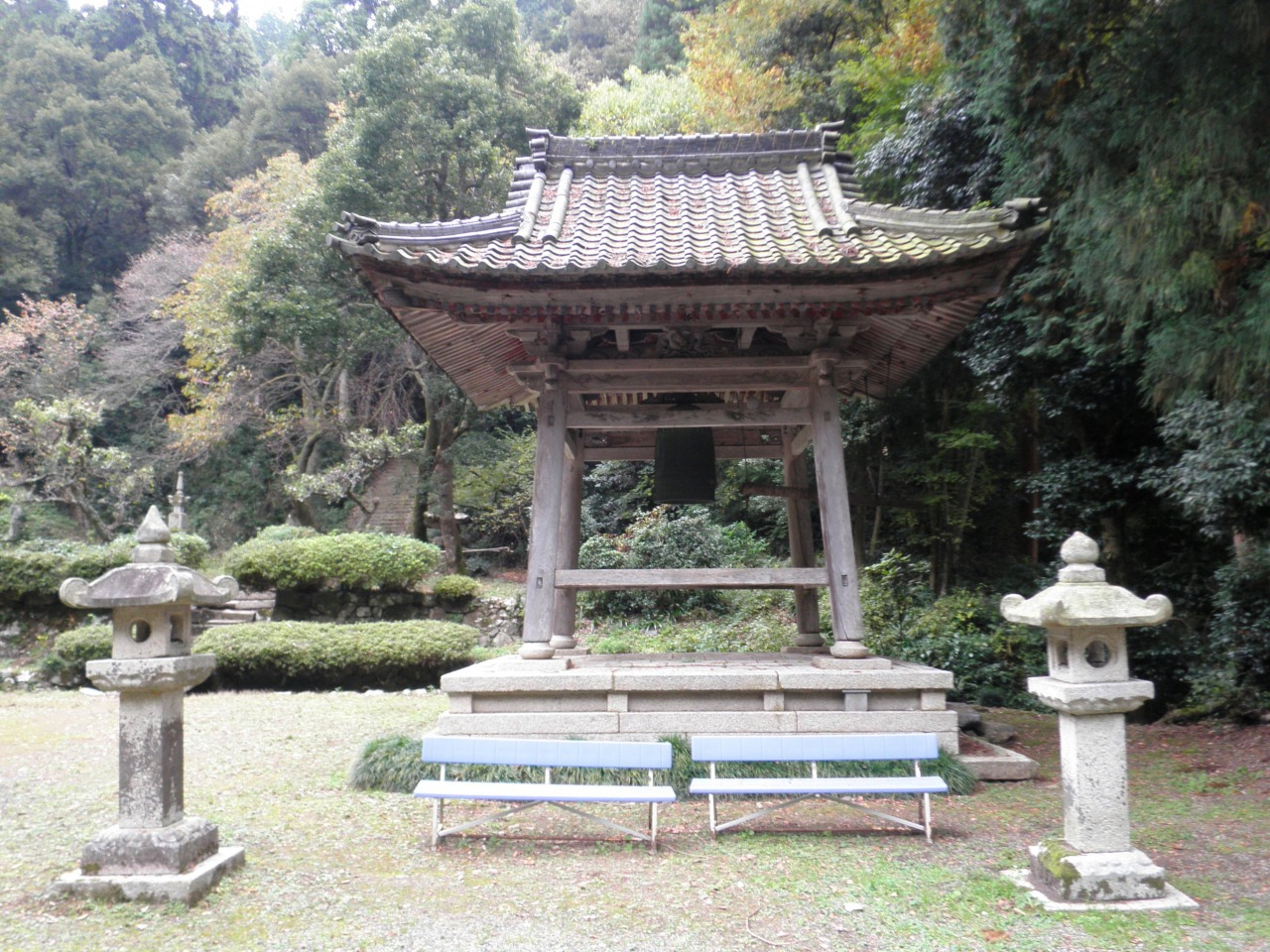
鐘楼
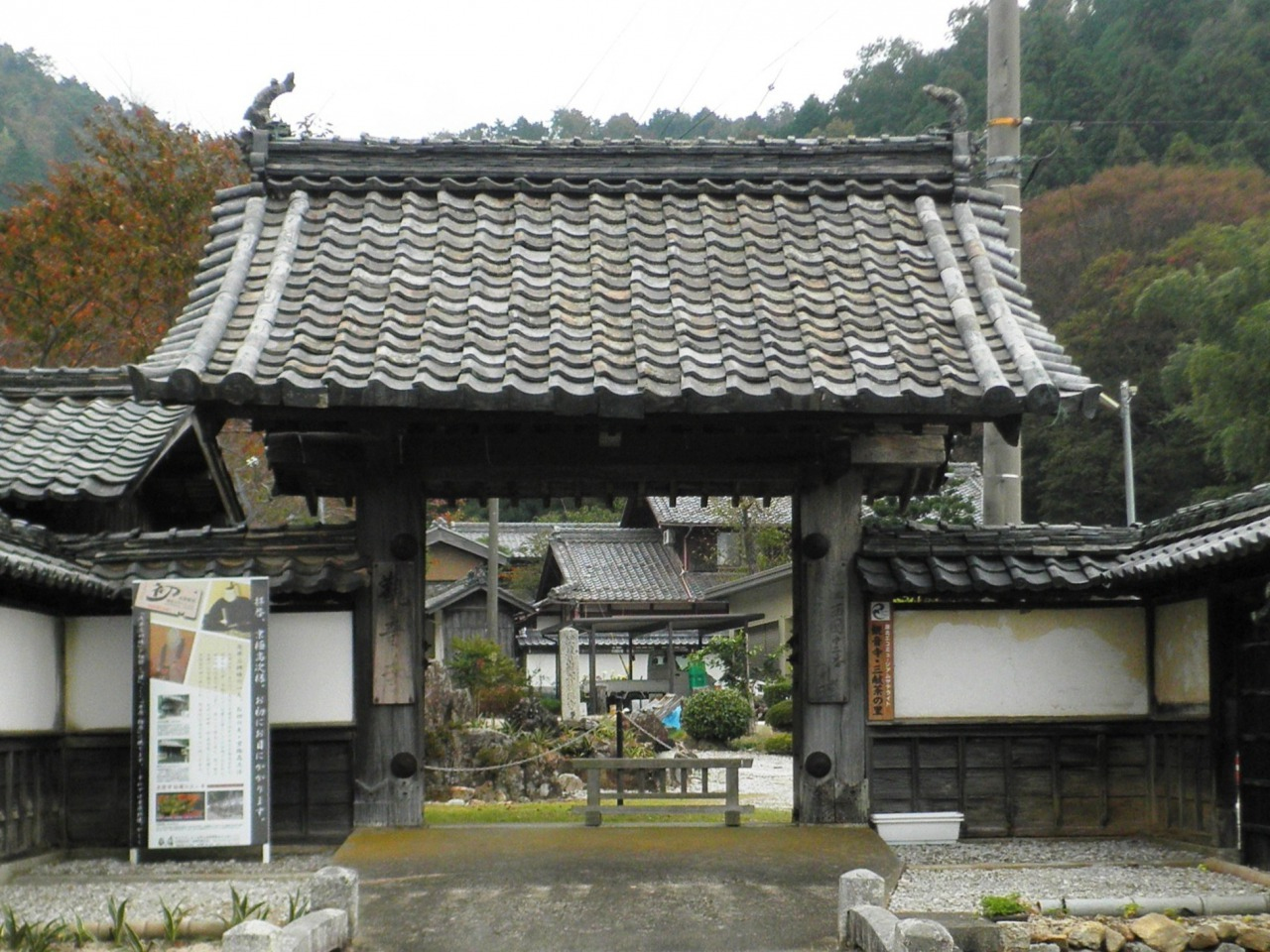
惣門